# Miomantis rehni
Miomantis rehni es una especie de mantis de la familia Mantidae.

## Distribución geográfica
Se encuentra en Mozambique.